# (6964) Kunihiko
(6964) Kunihiko (1990 TL1) – planetoida z pasa głównego asteroid okrążająca Słońce w ciągu 3,64 lat w średniej odległości 2,36 j.a. Odkryta 15 października 1990 roku.